# Hoshigami: Ruining Blue Earth
Hoshigami: Ruining Blue Earth (Hoshigami ～沈みゆく蒼き大地～, Hoshigami: Shizumiyuku Aoki Daichi) est un jeu vidéo de rôle tactique développé par Max Five et édité par Atlus, sorti sur PlayStation en 2001 aux États-Unis et en 2002 au Japon.